# Menschenrechtspreis der Stadt Weimar
Der Menschenrechtspreis der Stadt Weimar wird seit 1995 jährlich am 10. Dezember, dem von den Vereinten Nationen proklamierten Tag der Menschenrechte, in Weimar verliehen. Der Preis wird an Einzelpersonen, Gruppen oder Organisationen vergeben, die sich mit ihrem Wirken für mehr Menschlichkeit und Toleranz zwischen den Menschen und Völkern, aber insbesondere auch für die Wahrung und Herstellung der Grundwerte Gleichheit, Freiheit und Gerechtigkeit vor dem Hintergrund ihrer ethnischen und religiösen Identität in ihrer oder für ihre Heimat einsetzen.

## Preisträger
- 1995: Walter Schilling (1930–2013), Oppositioneller in der  DDR und Selim Bešlagić (* 1942) bosnischer Aktivist zur Versöhnung unterschiedlicher Volksgruppen
- 1996: Luis Guillermo Pérez Casas (* 1962), kolumbianischer Anwalt
- 1997: Bekololari Ransome-Kuti (1940–2006), nigerianischer Arzt
- 1998: Meral Danış Beştaş (* 1967), türkische Anwältin
- 1999: Heike Kammer, deutsche Menschenrechtsaktivistin und internationale Beobachterin in Guatemala und Mexiko sowie Jean-Paul Bengehya Muhanano (* 1968), Menschenrechtsaktivist und Vermittler im Rahmen der „Initiative pour la Paix“ im Kongo
- 2000: Shay Cullen (* 1943), philippinischer Pater irischer Abstammung; Kämpfer gegen das Marcosregime und die sexuelle Ausbeutung von Kindern.
- 2001: Shahnaz Bokhari, pakistanische Frauenrechtlerin
- 2002: Jamaicans for Justice, Jamaika (Carolyn Gomes, * 1958, Direktorin)
- 2003: Riad Seif (* 1946), syrischer Oppositioneller, zum Zeitpunkt der Preisverleihung politischer Gefangener
- 2004: Paul Polansky (1942–2021), US-amerikanischer Historiker und Journalist, Menschenrechtsaktivist mit Schwerpunkt Minderheitenschutz der Roma und Aschkali im Kosovo
- 2005: Libkan Bazaeva (* 1949), tschetschenische Friedensaktivistin
- 2006: Guillermo Fariñas (* 1962), kubanischer oppositioneller Journalist
- 2007: Nimisha Desai (* 1962), indische Frauenrechtlerin
- 2008: Issam Younis (* 1964), palästinensischer Menschenrechtsaktivist und Direktor der Organisation al-Mezan im Gazastreifen
- 2009: Sonja Biserko (* 1948), serbische Menschenrechtsaktivistin und Jestina Mukoko, oppositionelle Journalistin aus Simbabwe
- 2010: Lenin Raghuvanshi (* 1970), indischer Menschenrechtsaktivist
- 2011: Biram Dah Abeid (* 1965), mauretanischer Menschenrechtsaktivist
- 2012: François-Xavier Maroy Rusengo (* 1956), kongolesischer Erzbischof und Apostolischer Administrator von Uvira
- 2013: Benki Piyãko (* 1974), brasilianischer Indianer, politischer Vertreter des indigenen Volkes der Asháninka
- 2014: Mor Gregorios Yohanna Ibrahim, Erzbischof von Aleppo der syrisch-orthodoxen Kirche, und Boulos Yazigi, Erzbischof von Aleppo der griechisch-orthodoxen Kirche. Beide setzten sich für einen interreligiösen Dialog während des Bürgerkrieges in Syrien ein.
- 2015: Sr. Stella Matutina OSB, Vorsitzende von SAMIN (Sisters’ Association in Mindanao, Philippinen), für ihren Einsatz für die Rechte der Bewohner der philippinischen Insel Mindanao.
- 2016: Narges Mohammadi, iranische Frauenrechtlerin und Menschenrechtsverteidigerin
- 2017: Ilham Tohti, chinesisch-uigurischer Wirtschaftswissenschaftler und Regimekritiker
- 2018: Sr. Lorena Jenal, Schweizer Ordensschwester
- 2021: Selahattin Demirtaş, türkischer Jurist, Politiker und Autor
- 2022: Irina Scherbakowa, Gründungsmitgliedern von „Memorial“ und Olga Karatch belarussische Menschenrechts- und Friedensaktivistin

## Sonstiges
Als Reaktion auf die Preisverleihung 2017 an Ilham Tohti stellte die Tongji-Universität in Shanghai ihren Studierendenaustausch mit der Bauhaus-Universität Weimar komplett ein.